# Como Foot-Ball Club 1924-1925
Questa pagina raccoglie le informazioni riguardanti il Como Foot Ball Club nelle competizioni ufficiali della stagione 1924-1925.

## Stagione
Il Como ha vinto il proprio campionato agevolmente e le finali, ma rinuncia agli spareggi per la promozione in Prima Divisione.

## Rosa
| N. |                   | Ruolo | Calciatore             |
| -- | ----------------- | ----- | ---------------------- |
|    | Italia (bandiera) | D     | Giuseppe Antonazzi     |
|    | Italia (bandiera) | C     | Achille Avogadro       |
|    | Italia (bandiera) | D     | Carlo Ballerini        |
|    | Italia (bandiera) | C     | Novello Angelo Bonelli |
|    | Italia (bandiera) | D     | Carmelo Romeo          |
|    | Italia (bandiera) | C     | Bruno Casartelli       |
|    | Italia (bandiera) | D     | Carlo Castelletti      |
|    | Italia (bandiera) | C     | Francesco Cetti        |
|    | Italia (bandiera) | A     | Antonio Cetti          |
|    | Italia (bandiera) | D     | Antonio Colombo        |

| N. |                   | Ruolo | Calciatore          |
| -- | ----------------- | ----- | ------------------- |
|    | Italia (bandiera) | D     | Luciano Corbella    |
|    | Italia (bandiera) | A     | Luigi Fazzini       |
|    | Italia (bandiera) | D     | Giuseppe Gabaglio   |
|    | Italia (bandiera) | P     | Guido Mangili       |
|    | Italia (bandiera) | C     | Carlo Marzorati     |
|    | Italia (bandiera) | C     | Ferdinando Pozzi    |
|    | Italia (bandiera) | A     | Renato Preziati     |
|    | Italia (bandiera) | A     | Franco Rezzonico    |
|    | Italia (bandiera) | A     | Salvatore Roncoroni |
|    | Italia (bandiera) | P     | Giulio Sironi       |